# Вишняков, Эдуард
Эдуа́рд Вишняко́в (латыш. Eduards Višņakovs; 10 мая 1990, Рига) — латвийский футболист, нападающий.

## Клубная карьера
Эдуард является воспитанником юношеского футбольного центра «Сконто». Профессиональную карьеру начал в рижском футбольном клубе «Даугава», в составе которого выступал в Первой лиге Латвии. В начале 2009 года он перешёл в «Вентспилс» и сразу же отправился в аренду в команду «Транзит», выступавшую тогда в Высшей лиге Латвии. Вернувшись с аренды в августе того же года, футболист подписал контракт с «Вентспилсом», рассчитанный до конца 2012 года. 15 августа дебютировал за свою новую команду. 20 сентября забил свои первый и второй мячи за «Вентспилс». 1 октября, в матче с голландским «Херенвеном» (0:0), состоялся дебют Эдуарда в Лиге Европы. Первый гол в Лиге Европы забил 28 июля 2011 года в ворота «Црвены Звезды».
28 июня 2012 года было объявлено о переходе в «Шахтёр». Спустя 3 дня, в игре с костанайским «Тоболом» (3:0), Эдуард дебютировал в составе «горняков», выйдя на замену на 79 минуте игры вместо Филипа Арсениевича. В следующем матче за клуб отметился голом в ворота «Жетысу». 17 июля впервые играет в Лиге чемпионов против чемпиона Чехии — команды «Слован» из города Либерец.

## Международная карьера
В 2008 году был впервые приглашен в юношескую сборную Латвии (до 19 лет). 27 марта, в товарищеском матче со сверстниками из Литвы (1:1), дебютировал за команду. 11 августа 2010 года, в матче с россиянами (1:2), дебютировал в составе молодёжной сборной Латвии на молодёжном чемпионате Европы 2011 года.

## Достижения

### Командные
«Даугава» (Рига)
- Победитель Первой лиги Латвии (1): 2008
- Итого: 1 трофей

 «Вентспилс»
- Чемпион Латвии (1): 2011
- Серебряный призёр Высшей лиги Латвии: 2009, 2010
- Обладатель Кубка Латвии (1): 2011
- Победитель Балтийской лиги (1): 2010
- Финалист Балтийской лиги: 2011
- Итого: 3 трофея

 «Шахтёр» (Караганда)
- Чемпион Казахстана (1): 2012
- Обладатель Суперкубка Казахстана (1): 2013
- Итого: 2 трофея

### Личные
- Лучший футболист Первой лиги Латвии: 2008
- Лучший бомбардир Первой лиги Латвии: 2008

## Статистика

### Клубная
| Клуб                 | Сезон            | Лига             | Лига  | Лига | Кубки  | Кубки | Кубки | Конт. турниры | Конт. турниры | Конт. турниры | Прочие | Прочие | Прочие | Всего | Всего |
| Клуб                 | Сезон            | Сорев.           | Матчи | Голы | Сорев. | Матчи | Голы  | Сорев.        | Матчи         | Голы          | Сорев. | Матчи  | Голы   | Матчи | Голы  |
| -------------------- | ---------------- | ---------------- | ----- | ---- | ------ | ----- | ----- | ------------- | ------------- | ------------- | ------ | ------ | ------ | ----- | ----- |
| Даугава 90 / Даугава | 2006             | ВтЛЛ             | 14    | 9    | КЛ     | ?     | ?     | -             | -             | -             | -      | -      | -      | 14    | 9     |
| Даугава 90 / Даугава | 2007             | ПЛЛ              | ?     | 8    | КЛ     | ?     | ?     | -             | -             | -             | -      | -      | -      | ?     | 8     |
| Даугава 90 / Даугава | 2008             | ПЛЛ              | ?     | 30   | -      | -     | -     | -             | -             | -             | -      | -      | -      | ?     | 30    |
| Даугава 90 / Даугава | Всего            | Всего            | 14    | 47   |        | 0     | 0     |               | -             | -             |        | -      | -      | 14    | 47    |
| Транзит              | 2009             | ВысшЛЛ           | 19    | 3    | КЛ     | 0     | 0     | -             | -             | -             | -      | -      | -      | 19    | 3     |
| Транзит              | Всего            | Всего            | 19    | 3    |        | 0     | 0     |               | -             | -             |        | -      | -      | 19    | 3     |
| Вентспилс            | 2009             | ВысшЛЛ           | 8     | 5    | КЛ     | 2     | 2     | ЛЧ+ЛЕ         | 0+3           | 0+0           | -      | -      | -      | 13    | 7     |
| Вентспилс            | 2010             | ВысшЛЛ           | 25    | 9    | КЛ     | 4     | 1     | ЛЕ            | 2             | 0             | -      | -      | -      | 31    | 10    |
| Вентспилс            | 2011             | ВысшЛЛ           | 27    | 7    | КЛ     | 2     | 0     | ЛЕ            | 2             | 1             | -      | -      | -      | 31    | 8     |
| Вентспилс            | 2012             | ВысшЛЛ           | 14    | 4    | КЛ     | 0     | 0     | ЛЧ            | 0             | 0             | -      | -      | -      | 14    | 4     |
| Вентспилс            | Всего            | Всего            | 74    | 25   |        | 8     | 3     |               | 7             | 1             |        | -      | -      | 89    | 29    |
| Шахтёр (Караганда)   | 2012             | ЧК               | 12    | 3    | КК     | 4     | 1     | ЛЧ            | 2             | 0             | СК     | 0      | 0      | 18    | 4     |
| Шахтёр (Караганда)   | 2013             | ЧК               | 8     | 1    | КК     | 1     | 0     | ЛЧ+ЛЕ         | 0+0           | 0+0           | СК     | 0      | 0      | 9     | 1     |
| Шахтёр (Караганда)   | Всего            | Всего            | 20    | 4    |        | 5     | 1     |               | 2             | 0             |        | 0      | 0      | 27    | 5     |
| Видзев               | 2013/14          | ЧП               | 35    | 12   | КП     | 2     | 2     | -             | -             | -             | -      | -      | -      | 37    | 14    |
| Видзев               | Всего            | Всего            | 35    | 12   |        | 2     | 2     |               | -             | -             |        | -      | -      | 37    | 14    |
| Всего за карьеру     | Всего за карьеру | Всего за карьеру | 162   | 91   |        | 15    | 6     |               | 9             | 1             |        | 0      | 0      | 186   | 98    |

### Международная
| Матчи Вишнякова за сборную Латвии | Матчи Вишнякова за сборную Латвии | Матчи Вишнякова за сборную Латвии | Матчи Вишнякова за сборную Латвии | Матчи Вишнякова за сборную Латвии | Матчи Вишнякова за сборную Латвии | Матчи Вишнякова за сборную Латвии                 |
| --------------------------------- | --------------------------------- | --------------------------------- | --------------------------------- | --------------------------------- | --------------------------------- | ------------------------------------------------- |
| №                                 | Дата                              | Город                             | Оппонент                          | Счёт                              | Голы Вишнякова                    | Соревнование                                      |
| 1                                 | 11 октября 2013                   | Вильнюс                           | Литва                             | 0:2                               | —                                 | Отборочный турнир чемпионата мира по футболу 2014 |
| 2                                 | 15 октября 2013                   | Рига                              | Словакия                          | 2:2                               | —                                 | Отборочный турнир чемпионата мира по футболу 2014 |
| 3                                 | 15 ноября 2013                    | Дублин                            | Ирландия                          | 0:3                               | —                                 | Товарищеский матч                                 |
| 4                                 | 5 марта 2014                      | Скопье                            | Македония                         | 1:2                               | —                                 | Товарищеский матч                                 |

Итого: 4 матча / 0 голов; 0 побед, 1 ничья, 3 поражения.